# Hemförlossning
En hemförlossning är en förlossning i en icke-klinisk miljö, vanligtvis det egna hemmet. Det syftar oftast en planerad hemförlossning, där föräldrarna förberett för att föda hemma. Den kan vara oassisterad eller assisterad av barnmorska, doula, familjemedlem eller vän. Oftast avslutas förlossningen även hemma, men ibland sker en överföring till sjukhus. Hemförlossning kan också vara ofrivillig eller planerad, då förlossningen helt enkelt går så snabbt att kvinnan inte hinner in till sjukhus innan barnet är fött. 
Vid en hemförlossning väljer vissa kvinnor att föda i vatten och många använder varma bad som smärtlindring. Vattenförlossning är tillåtet även på sjukhus i Sverige efter att socialstyrelsen drog tillbaka sina tidigare råd om att låta bli att föda i vatten.

## Historia
Fram till mitten av 1900-talet var hemförlossningar den vanligaste typen av förlossning i alla delar av världen. Först när sjukhus och sjukförsäkring utvecklades över hela nationer började den kliniska förlossningen bli det dominerande förlossningssättet i industriländerna, medan det i många fattigare länder fortfarande kan vara så att det inte finns något alternativ till hemförlossning. 
Den andra halvan av 1900-talet sågs hemförlossning i industriländerna som något exotiskt och oförnuftigt.  
Vid slutet av 1900-talet svängde återigen synen på hemförlossning i många länder, så att man idag anser att mamman har rätt att bestämma var hon vill föda. Det finns också en ökad medvetenhet om risker som är specifika för sjukhusmiljön. I vissa länder underlättar staten mycket för att göra hemförlossning möjlig, exempelvis Nederländerna, där cirka 30 % av alla födslar sker i hemmet. Detta är betydligt vanligare än i Sverige, där cirka 100 förlossningar per år sker i hemmet, vilket motsvarar ungefär 0,1 %.

## Stöd vid förlossningen
Vid förlossningen kan kvinnan ha olika typer av hjälp. En assisterad hemförlossning innebär att utbildad sjukvårdspersonal finns på plats, t.ex. en eller flera barnmorskor eller i undantagsfall läkare. En oassisterad hemförlossning innebär att kvinnan föder helt ensam, eller enbart får stöd enbart av personer som inte arbetar i sjukvården, vilket exempelvis kan vara partner, vän, familjemedlem eller doula, en kvinna med stor erfarenhet av förlossningar och tränad i att ge andra stöd inför, under och efter förlossning. En oassisterad hemförlossning är mindre vanligt, men förekommer exempelvis då familjen inte har möjlighet till ekonomiskt stöd att betala sjukvårdspersonal, eller då kvinnan känner sig mer trygg och avslappnad så.

## Juridiska aspekter
Synen på hemförlossning varierar kraftigt mellan olika länder. I vissa länder finns inget alternativ till hemmafödsel, i andra är det förbjudet för barnmorskor att assistera, i en del kan man välja själv och få sjukvårdsstöd i hemmet om man vill.

### Sverige
I Sverige är det alltid tillåtet för en kvinna att välja plats att föda på och huruvida hon vill ha barnmorskor närvarande eller inte. De enda regler som finns gäller ekonomiska bidrag och här varierar det mellan olika landsting.
Endast i Västerbottens län kan man söka bidrag för att få sin hemfödsel finansierad. För att bidraget skall ges är det ett antal krav som behöver uppfyllas, såsom att man är omföderska och att tidigare förlossning inte skett genom kejsarsnitt. Närheten till sjukhus är också avgörande. Syftet med bidraget är att ombesörja ersättning för två närvarande barnmorskor.